# Mexikói üregteknős
A mexikói üregteknős (Gopherus flavomarginatus')  a hüllők (Reptilia) osztályába, a teknősök (Testudines) rendjébe és a  Szárazföldi teknősfélék (Testudinidae) családjába tartozó faj.

## Előfordulása
Mexikó területén honos.

## Külső hivatkozások
- Thewildones.org - faj leírása angol nyelven
- Képek az interneten a fajról